# Rafael Campos
Rafael Campos, skådespelare född den 13 maj 1936 i Santiago, Dominikanska republiken, död den 9 juli 1985 i Woodland Hills, Kalifornien, USA (cancer).
Spelade Sancho Gomez i miniserierna V och V: The Final Battle. Medverkade i många andra TV-serier sedan mitten av 1950-talet fram till sin död 1985.
Andra TV-serier han medverkade i var Krutrök, St. Elsewhere och The A-Team.

## Filmografi
- 1983 – Heartbreaker